# 孔宣
孔宣（？—？），孔子十四代孙，孔聚玄孙。
西汉元康四年（前62年），汉宣帝下诏以长安公士孔宣复家，世代免除赋税徭役。